# Baelen
Baelen (wallonisch Bailou) ist eine Gemeinde in der Provinz Lüttich in der Wallonischen Region in Belgien, mit insgesamt 4487 Einwohnern (1. Januar 2024) und einer Fläche von 85,73 km². Zu dem Ort gehören die Weiler Nereth, Overoth, Hof, Heggen, Honthem und das unmittelbar an der Grenze zu Eupen gelegene ehemalige Kloster Garnstock der Franziskaner, mit einem Kirchenbau nach Entwürfen von Dominikus Böhm.
Seit der Gemeindefusion von 1977 wurde Membach eingemeindet, dieser Ort war flächenmäßig (7103 ha, davon 6705 ha Wald) eine der größten Gemeinden Belgiens.

## Sprache

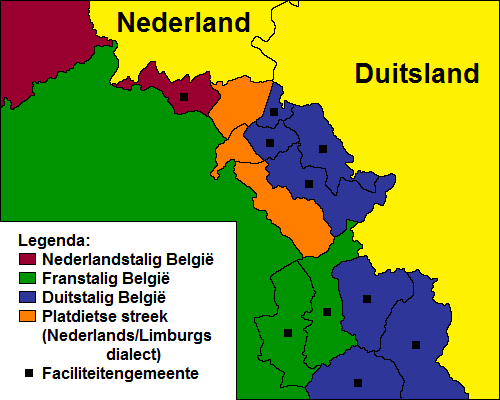
Baelen ist die südlichste der drei Plattdeutschen Gemeinden (Platdietse streek, orange) mit französischer Amtssprache, in denen bisher von den gesetzlich möglichen „ruhenden“ Fazilitäten für Niederländisch- und Deutschsprachige kein Gebrauch gemacht worden ist

In Baelen wird traditionell Platdiets gesprochen, ein ostlimburgisch-ripuarischer Übergangsdialekt. Amtssprache ist jedoch Französisch, das seit 1918 auch alleinige Schulsprache ist. In sprachpolitischer Hinsicht gehört Baelen zu den Gemeinden mit als „ruhend“ bezeichneten Fazilitäten für Sprecher des Deutschen oder Niederländischen, da davon bisher kein Gebrauch gemacht wird.

## Geschichte
Die erste Erwähnung des Ortes stammt aus dem Jahre 888: Kaiser Arnulf bestätigt dem Marienstift in Aachen die Schenkungen seiner Vorgänger, darunter auch die in „Bailus“ (Reg.Imp. I, 1796 + MGH DD Arn 31).  Aus kirchlicher Sicht übertrug der Herzog von Limburg 1176 dem Abt der Abtei Rolduc (in Kerkrade NL) die seelsorgerische Betreuung der Pfarreien des Herzogtums. Die Sankt-Pauluskirche bestand bereits um 1180 und wurde im frühen 15. Jahrhundert zu einer gotischen Kirche umgebaut, die wiederum 1773 umfangreich restauriert wurde. Der Kirchturm besitzt eine geflammte (gewundene bzw. verwundene) Form, die in Europa nur etwa hundert Mal vorkommt. Die Abtei Rolduc stellte bis 1792 die Pfarrer und Priester der Gegend, so war Baelen bis 1695 Mutterpfarrei der wesentlich größeren Stadt Eupen. Bis 1795 war Baelen eine der fünf Hochbanken (Verwaltungs- und Gerichtsbezirke) im Herzogtum Limburg. Von 1815 bis 1920 bildeten die östlichen Gemeindegrenzen von Baelen und Membach die belgische Staatsgrenze zum Königreich Preußen bzw. zum Deutschen Bund später ab 1871 zum Deutschen Kaiserreich.

## Persönlichkeiten
- Jean Arnolds (1904–1944), katholischer Geistlicher, im Zuchthaus Brandenburg hingerichtet
- Joseph Lousberg (1857–1912), belgischer Architekt des Historismus

## Bilder

Lage von Baelen in der Provinz Lüttich
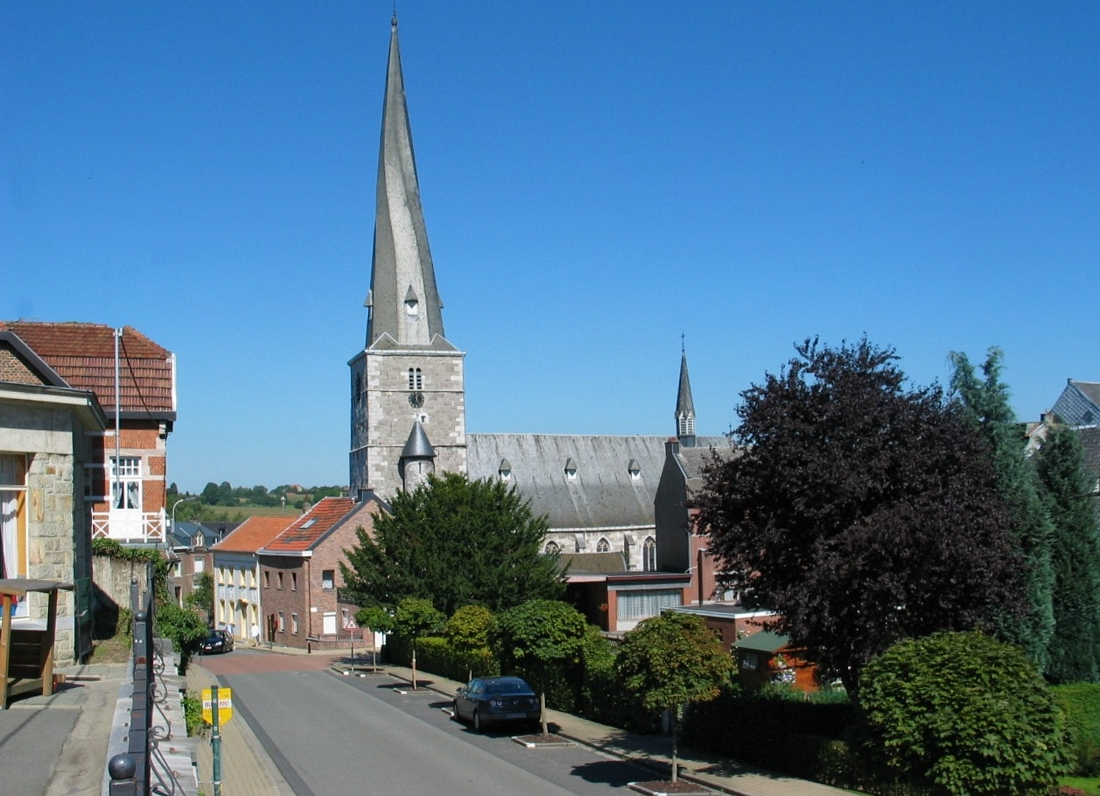
Kirche von Baelen
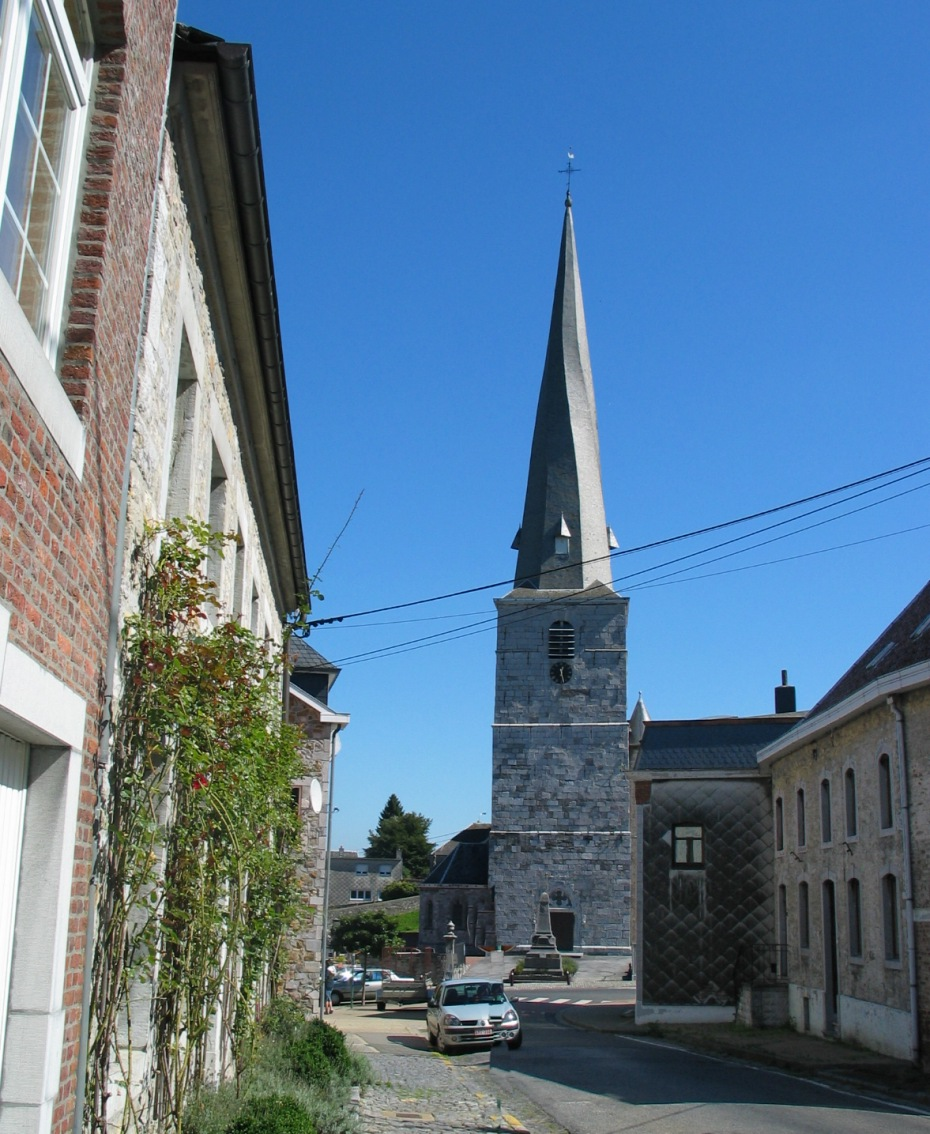
Sankt Paul Baelen
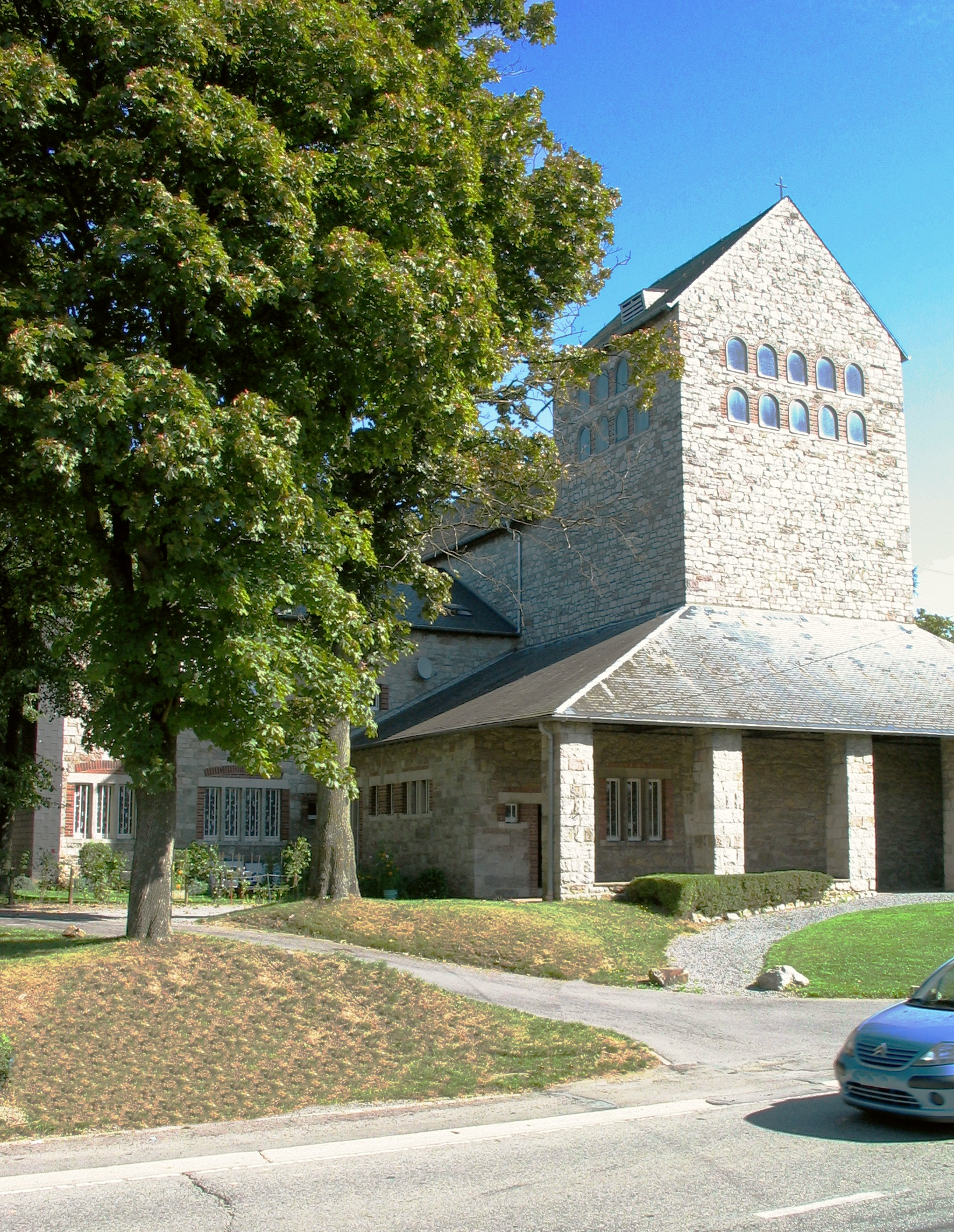
Klosterkirche Garnstock
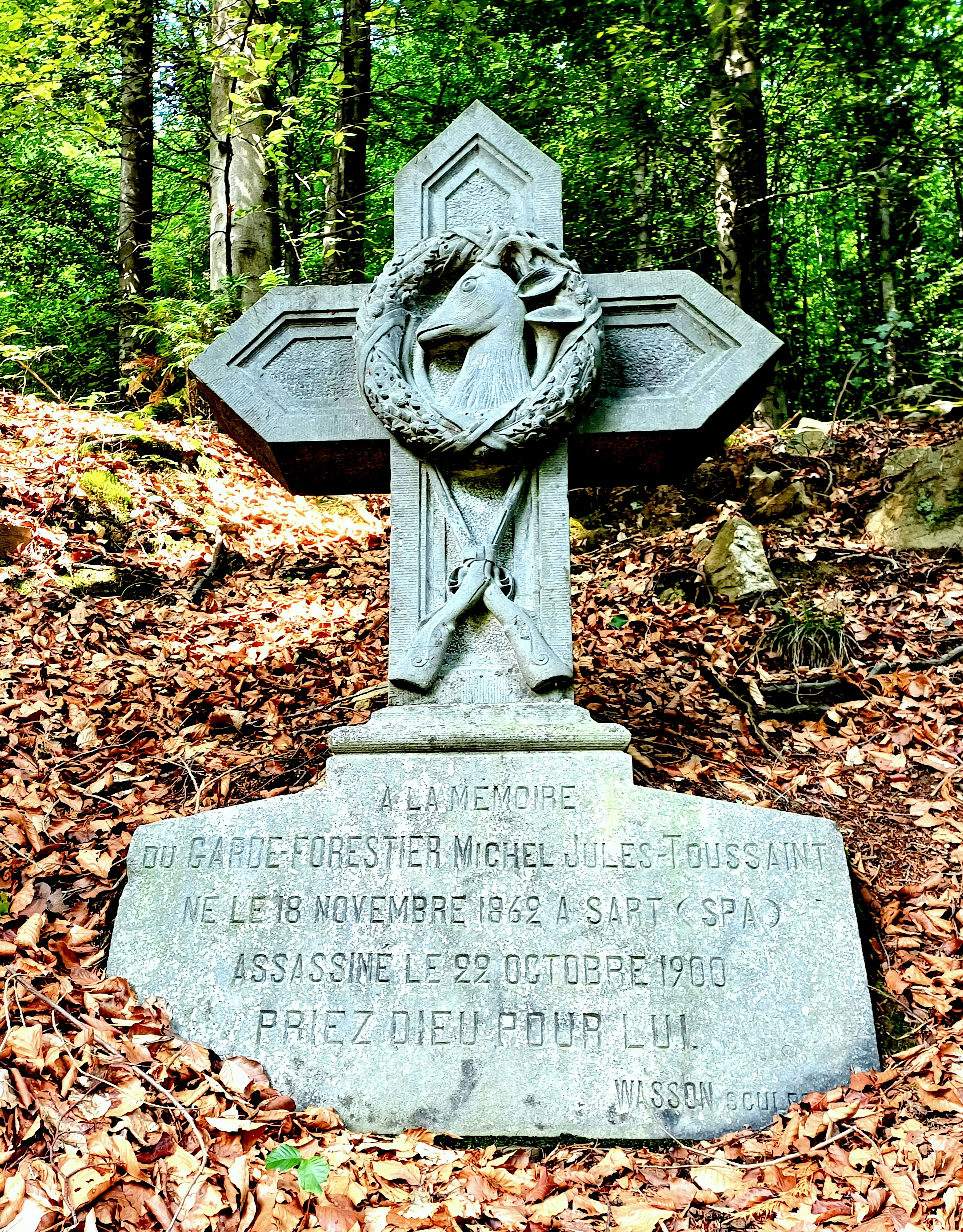
Croix Michel an der Hill